# Piletocera denticostalis
Piletocera denticostalis là một loài bướm đêm trong họ Crambidae.